# 長寿区
長寿区（ちょうじゅく）は中華人民共和国重慶市に位置する市轄区。

## 歴史
元代に楽温県より長寿県と改称された。2001年12月25日に市轄区に昇格し現在に至る。

## 行政区画
下部に7街道、12鎮を管轄する。
- 街道
  - 菩提街道、鳳城街道、晏家街道、江南街道、渡舟街道、新市街道、八顆街道
- 鎮
  - 鄰封鎮、但渡鎮、雲集鎮、長寿湖鎮、双竜鎮、竜河鎮、石堰鎮、雲台鎮、海棠鎮、葛蘭鎮、洪湖鎮、万順鎮

## 名所・旧跡・観光スポット
- 菩提山 (重慶)（中国語版）

## 交通

### 鉄道
- 渝万都市間鉄道（鄭渝高速鉄道（中国語版））
- 渝利線
  - 長寿北駅
- 渝懐線（中国語版）
  - 長寿駅
- 長寿ケーブルカー（中国語版）

### 道路
- 高速道路
  -  滬渝高速道路（中国語版）
  -  重慶都市圏環線高速道路（中国語版）
  -  渝長複線高速道路
- 国道
  - G243国道（中国語版）
  - G319国道（中国語版）
- 省道
  - 102省道

## 健康・医療・衛生
- 長寿区人民医院
- 長寿区中医院
- 長寿区第三人民医院
- 重慶長寿化工公園医院
- 区婦幼保健計画生育服務中心